# Conti di Nocera
I Conti di Nocera furono il ramo cadetto dei Dauferidi, contrapposto a quello primogeniale dei Principi di Salerno che si estinse nel 978 d.C. con la morte di Gisulfo I.

Il Principato di Salerno nel 1000 circa

## Storia

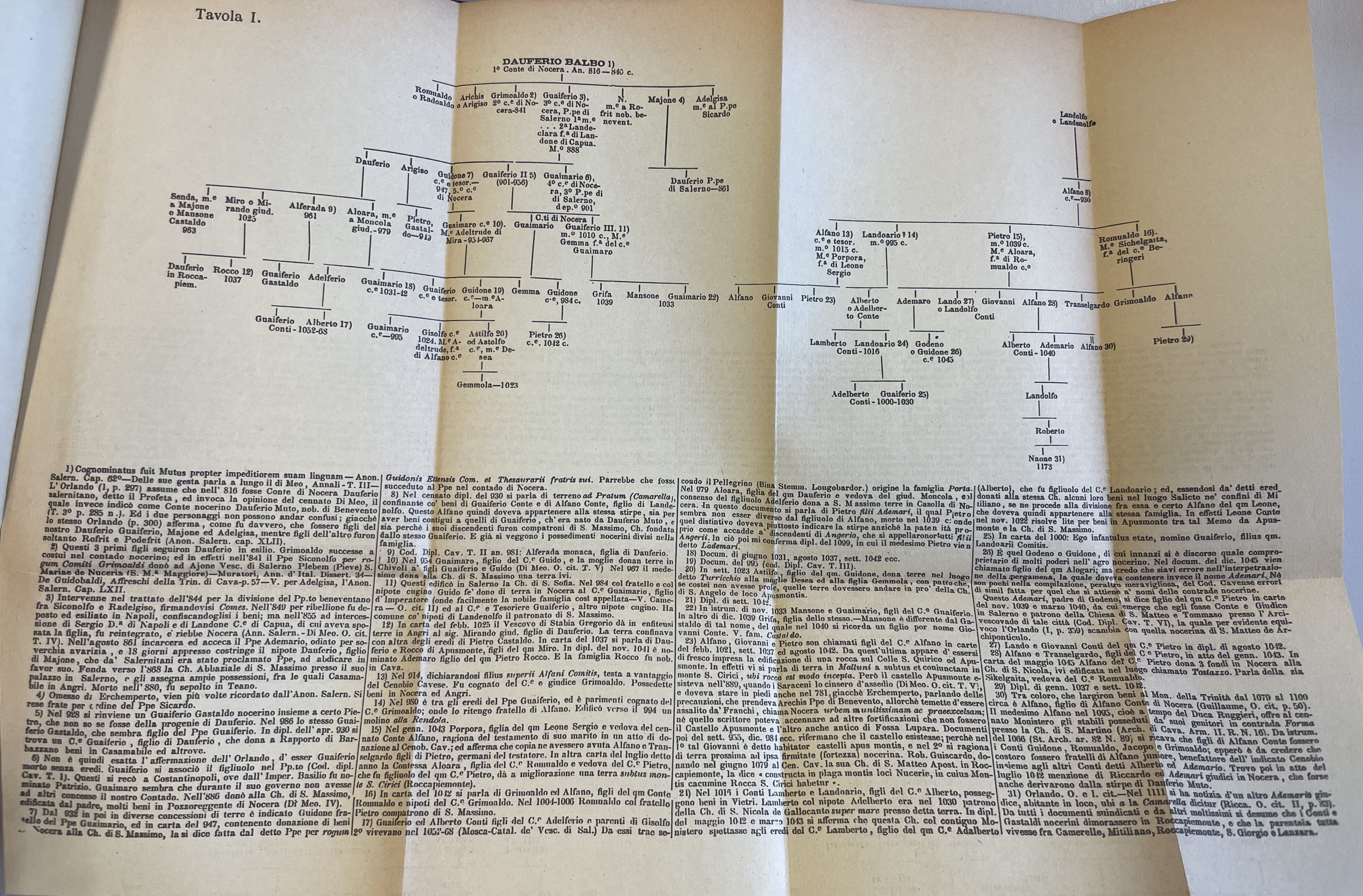
Albero genealogico della progenie del conte Dauferio di Nocera

Il capostipite dei Conti di Nocera fu Dauferio Balbo, un nobile longobardo, che generò Guaiferio di Salerno, dal qual ebbero principio, dapprima, i Principi di Salerno e, poi, i suddetti Conti. 
Ambedue i rami costituirono la stirpe longobarda dei Dauferidi.
La Contea di Nocera, ai primi del IX secolo comprendeva, oltre la detta città, i villaggi di Marciano, Balentino, Bracigliano, Siano ed inoltre Scafati, Salerno.
Di seguito l'elenco dei Conti in ordine cronologico:
1. Dauferio
2. Grimoaldo di Dauferio
3. Guaiferio di Dauferio
4. Guaimario di Guaiferio
5. Guidone di Guaiferio
6. Guaimario II di Guaiferio II
7. Guaiferio III[3] di Guaiferio II